# Salinas (fleuve)
Pour les articles homonymes, voir Salinas.
 (juillet 2008).
Si vous disposez d'ouvrages ou d'articles de référence ou si vous connaissez des sites web de qualité traitant du thème abordé ici, merci de compléter l'article en donnant les références utiles à sa vérifiabilité et en les liant à la section « Notes et références ».
Le fleuve Salinas est un cours d'eau prenant sa source près de la ville de San Miguel, et se jetant dans l'océan Pacifique par le biais de la baie de Monterey, dans la chaîne Santa Lucia Range. 

## Géographie
Elle donne son nom à une ville, Salinas, et un désert, la Sierra de Salinas. Elle traverse le comté de Monterey, et de San Luis Obispo.
Le fleuve, généralement calme et réduit, peut aussi se transformer en l'un des cours d'eau les plus féroces du pays. En 1995, sa levée des eaux est telle qu'elle entoure complètement la ville de Monterrey et la transforme temporairement en île. Une crue similaire mais moindre a eu lieu en janvier 2023.
Elle est surnommée la rivière « upside-down » car elle est souterraine sur de longues distances. Elle est de ce fait moins documentée que les rivières facilement observables.
Le fleuve joue un rôle important dans l'irrigation des terres agricoles. La région produit 70 % de la laitue du pays, 57 % de son céleri, 28 % de ses framboises, et la région de Monterrey est un producteur majeur de vin.